# Esporte Clube Avenida
O  Esporte Clube Avenida  é um clube de futebol brasileiro sediado na cidade de Santa Cruz do Sul no estado do Rio Grande do Sul. Suas cores são o branco e o verde. Atualmente disputa o  Campeonato Gaúcho, o Campeonato Brasileiro Série D e a Copa FGF.

## História

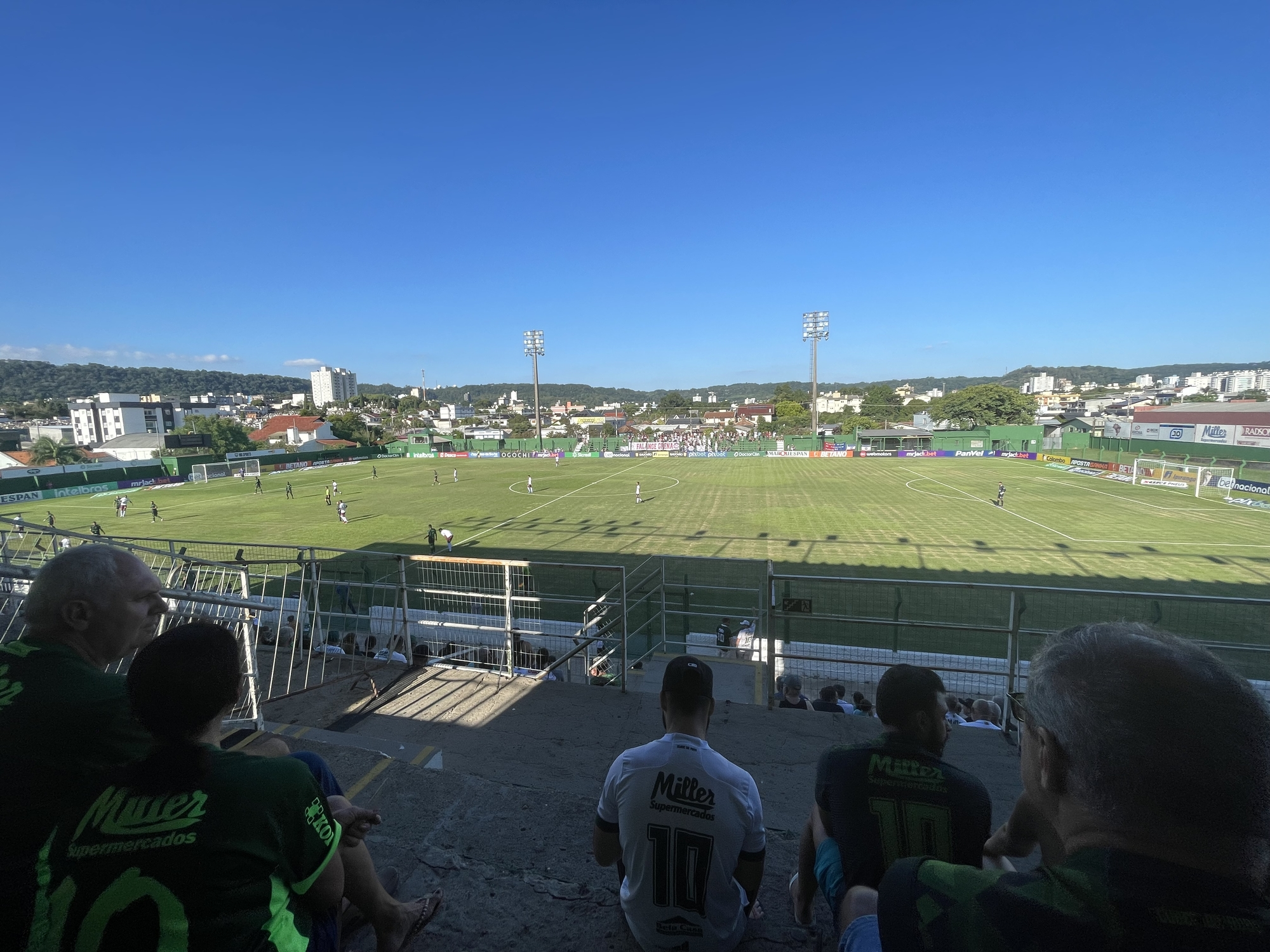
Esporte Clube Avenida versus Sociedade Esportiva e Recreativa Caxias do Sul, no Estádio dos Eucaliptos, em 2023

O Avenida foi fundado no dia 6 de janeiro de 1944, por um grupo de atletas excedentes do Futebol Clube Santa Cruz, que decidiram fundar outro clube. O primeiro presidente do Avenida foi Arno Evaldo Koppe.
Nos primeiros anos, o Avenida não tinha campo, treinando na Várzea. Em 1946, o clube filia-se à Federação Gaúcha de Futebol. No ano seguinte, participa do primeiro campeonato oficial de Santa Cruz do Sul, patrocinado pela Federação.
No dia 8 de junho de 1950, o Avenida inaugurou o Estádio dos Eucaliptos em partida com o Grêmio. Vitória dos visitantes pelo placar de 13 a 2.
No anos 1960, um fato, no mínimo, curioso: o Avenida teve um padre como jogador, Orlando  Francisco Pretto, que atendia a Várzea. No início dos anos 1970, o Avenida fundiu-se ao seu maior rival, Santa Cruz, devido a uma crise financeira existente em ambos os clubes. Formou-se a Associação Santa Cruz do Futebol, que vestia as cores amarelo e azul. Diante da resistência do Avenida, o uniforme foi modificado para verde e preto, porém a fusão não prosperou. O Avenida ficou com seu Departamento de Futebol parado entre 1990 e 1997, com atividades apenas sociais.
Em 1998, o Avenida retomou aos gramados, disputando a Série C do Campeonato Gaúcho. Acabou com o Vice-Campeonato, garantindo assim acesso à Série B do Gauchão. No ano seguinte, o clube fez uma boa campanha e foi promovido a Série A do Campeonato Gaúcho. Como naquele ano, as equipes classificadas da Série B entravam direto na 2ª fase do Gauchão Série A, o Avenida entrou direto nas oitavas-de-final, para enfrentar o Grêmio. No primeiro jogo, o Avenida ganhou o por 1 a 0, gol do meia Marquinhos e bela atuação de um jovem promissor Rodrigo Leite. No jogo de volta, porém, o Grêmio venceu por 3 a 0, levando a partida para a prorrogação. Aí, nova vitória do Grêmio, por 2 a 0.
Em 2000, o Avenida finalmente estava na Série A do Campeonato Gaúcho. Entretanto, a equipe teve problemas durante a competição, e acabou rebaixada novamente a Série B. Ainda em 2000, a equipe disputou a Série B, garantindo nova vaga na Série A, através da repescagem. Mas, em 2001, o clube foi mais uma vez rebaixado para a Série B. Sofreu 6 a 1 do Novo Hamburgo, o que garantiu sua ida à chamada Segunda Divisão, entrando em séria crise financeira. Sete anos depois, porém, conseguiu o acesso à série A, ao vencer o São Paulo por 3 a 0.
O Avenida não conseguiu estabelecer-se na elite estadual. Em 2009, fez uma campanha razoável no Gauchão, terminando na 10ª colocação. Entretanto, no ano seguinte, ficou na última colocação do torneio regional, caindo novamente à Segunda Divisão. Lá ficou por pouco tempo, já que, logo em 2011, obteve o acesso ao vencer o Brasil de Farroupilha por 3 a 1, fora de casa, ganhando inclusive a Série B de forma inédita.
Em 2012 novamente foi rebaixado, entrando na zona de rebaixamento apenas na última rodada, após um empate contra o Veranópolis.
Em 2015 a equipe termina em 16º lugar no Campeonato Gaúcho e é rebaixada.
Em 2018, o Avenida está fazendo a melhor campanha de sua história no Campeonato Gaúcho. Garantiu a vaga inédita para as Quartas-de-final do Gauchão em 11 de março, ao empatar em casa contra o  Novo Hamburgo, pelo placar de 1 a 1. Em 20 de março, mais um feito inédito: vaga nas semifinais do Gauchão após eliminar o  Caxias pelo placar agregado de 3 a 3 (garantiu vaga pelos gols marcados fora de casa), sendo uma das quatro melhores equipes do campeonato. Nas semifinais o clube caiu diante do Grêmio, derrota em casa por 3 a 0 e empate fora por 1 a 1. Pela boa campanha no estadual, conseguiu chegar ao cenário nacional pela primeira vez, conquistando uma vaga no Campeonato Brasileiro Série D de 2019. Também conseguiu uma vaga na Copa do Brasil de 2019, já que Grêmio e Internacional conseguiram uma vaga na Libertadores de 2019 pela Série A de 2018, assim sobrando uma vaga na Copa do Brasil de 2019 para o Avenida.
Em 2019, o Avenida foi derrotado pelo São José por 3 a 1 e com o resultado o time foi rebaixado com uma rodada de antecedência, pois o Brasil venceu o Bra-Pel por 2 a 1. Na Copa do Brasil de 2019 o clube surpreendeu e venceu o Guarani por 1 a 0 passando para a segunda fase, na segunda fase o clube enfrentou o Corinthians e novamente surpreendeu chegando a abrir 2 a 0, mas o clube paulista virou a partida para 4 a 2. Na Campeonato Brasileiro Série D de 2019, o clube se classificou para a segunda fase mas foi eliminado pelo Caxias nas penalidades por 6 a 5.
Em 2022, o Avenida foi o vice-campeão da Série A2, perdendo o segundo jogo da final por 1 a 0 para o Esportivo após um empate em Santa Cruz do Sul por 1 a 1.

## Títulos
| ESTADUAIS             | ESTADUAIS                                           | ESTADUAIS | ESTADUAIS                                 |
|                       | Competição                                          | Títulos   | Temporadas                                |
| --------------------- | --------------------------------------------------- | --------- | ----------------------------------------- |
|                       | Copa FGF                                            | 1         | 2018                                      |
|                       | Campeonato Gaúcho - Segunda Divisão                 | 1         | 2011                                      |
| OUTRAS CONQUISTAS     |                                                     |           |                                           |
|                       | Competição                                          | Títulos   | Temporadas                                |
|                       | Copa Integração Vale do Rio Pardo e Vale do Taquari | 1         | 1985                                      |
|                       | Copa RBS - 150 Anos de Imigração Alemã              | 1         | 1999                                      |
|                       | Copa AVE-CRUZ                                       | 1         | 1999                                      |
| CAMPANHAS DE DESTAQUE |                                                     |           |                                           |
|                       | Competição                                          | Títulos   | Temporadas                                |
| Rio Grande do Sul     | Vice-Campeonato Gaúcho - Divisão de Acesso          | 6         | 1964, 1969, 1998, 2008, 2014, 2017 e 2022 |

## Rivalidade
O principal adversário do Avenida é o Santa Cruz, da mesma cidade, com quem faz o clássico "Ave-Cruz".